# Scathophaga obscurinervis
Scathophaga obscurinervis är en tvåvingeart som först beskrevs av Becker 1900.  Scathophaga obscurinervis ingår i släktet Scathophaga och familjen kolvflugor. Arten är reproducerande i Sverige. Inga underarter finns listade i Catalogue of Life.